# أوبثكية توماسية
أوبثكية توماسية (الاسم العلمي: Eupithecia thomasi) هي نوع من الحشرات تتبع جنس الأوبثكية من الفصيلة الأرفية.